# Ilyarachna scabra
Ilyarachna scabra là một loài chân đều trong họ Munnopsidae. Loài này được Birstein miêu tả khoa học năm 1971.